# Eriete
Eriete es una localidad española de la Comunidad Foral de Navarra perteneciente al municipio de la Cendea de Cizur. Está situada en la Merindad de Pamplona, en la Cuenca de Pamplona y a 14,1 km de la capital de la comunidad, Pamplona. Su población en 2014  fue de 1 habitantes (INE).

## Geografía física

### Situación
Eriete se encuentra situado en la parte Noroeste de la Cendea de Cizur, situada a su vez en la parte central de la Comunidad Foral de Navarra y al Suroeste de la Cuenca de Pamplona.

## Historia
La localidad tuvo relativa importancia en la Cendea de Cizur. Ya consta como habitado en 1222 y más tarde como señorío de realengo donde se ubica un palacio de cabo de armería que perteneció en 1513 a Antonio Olleta. Más tarde el Marqués de Vesolla fue dueño y Señor del lugar. Tiene una iglesia parroquial dedicada a  San Adrián, en la actualidad abandonada.

## Demografía

### Evolución de la población
| Gráfica de evolución demográfica de Eriete entre 2000 y 2010 |
|                                                              |
| Datos según el nomenclátor publicado por el INE.             |

## Comunicaciones
| Eskualdeko Hiri Garraioa/Transporte Urbano Comarcal |   |
| Taxi Iruñerria                                      |   |
| Zona                                                | B |
| Estaciones                                          |   |